# Codou Bop
Codou Bop es una socióloga periodista y activista por los derechos de las mujeres senegalesa, especialmente conocida por su trabajo en la lucha contra la violencia de género en el África subsahariana. 

## Biografía
Mientras trabajaba como periodista en Dakar en 2005, Bop realizó un estudio sobre el papel de la mujer en la prensa senegalesa ( Le Quotidien, Le Soleil, Wal Fadjri y en las notas de AFP ) demostrando que las mujeres están presentes en solo el 8 por ciento de las portadas de los periódicos pero están sobrerrepresentadas en las noticias sobre crímenes y cotilleos. 
Es coordinadora del Grupo de Investigación de Mujeres y Derecho en Senegal (GREFELS), que forma parte de la oficina de coordinación regional de Mujeres Viviendo bajo las leyes musulmanas para África y Oriente Medio.
En 2004, publicó el libro Notre corps, notre santé. La santé sexuelle des femmes en Afrique subsaharienne con Fatou Sow. Fue el primer libro destinado a mujeres africanas subsaharianas que trata sobre sus cuerpos y sexualidad. Fue publicado cuando la pandemia del SIDA afectó a mujeres en África francófona. Incluyó contribuciones de la exministra de Salud Awa Marie Coll-Seck, la historiadora Penda Mbow y de médicos, biólogos, sociólogos, juristas y periodistas. El libro se distribuyó en 21 países del África subsahariana y se pusieron a disposición extractos en línea.

## Trabajos publicados
- Codou Bop, Réseau de recherche en santé de la reproduction en Afrique, Notre corps, notre santé : la santé et la sexualité des femmes en Afrique subsaharienne, Paris, L'Harmattan, 2004, 364 p.
- Codou Bop, La presse féminine au Sénégal, Dakar, 1978, 45 p.
- Codou Bop, Les femmes chefs de ménage à Dakar, Dakar, Afrique et Développement, 1995
- Codou Bop, L'excision : base de la stabilité familiale ou rituel cruel, Dakar, Famille et Développement, 1975
- Codou Bop, L'ajustement structurel féminise l'exode rural, 1995
- Codou Bop, Tidiane Kassé, Afrique de l'Ouest: réguler l'information en situation de conflit, Institut Panos Afrique de l'Ouest, 2004, 143 p.
- Codou Bop, Planification familiale en Afrique et droits des femmes en matière de procréation, Paris, La Découverte, 1995, 143 p.